# Gatlinburg
Gatlinburg – miasto w Stanach Zjednoczonych, w stanie Tennessee, w hrabstwie Sevier. Położone jest 62 kilometry na południowy wschód od Knoxville.